# 田桓铁路
田桓铁路，开通后正式命名为溪博铁路（本溪站-花博山站），是位于中华人民共和国辽宁省本溪市境内的一条连接溪田铁路田师府站与通灌铁路花博山站的客货运铁路，于2018年12月28日开通，全长74.137公里，线路等级为国铁Ⅱ级，单线，设计时速为120公里。

## 线路
线路自本溪市田师傅镇田师府站引出后，向东经碱厂、东营房、八里甸子后与通灌铁路并行引入花博山站。沿线设铁刹山、碱厂、大阳、八里甸子、花博山5座车站，预留马鹿泡站。新建线路全长74.036km，铺轨长度73.05km，运营长度72.551km。新设车站5座，其中中间站4座，会让站1座；特大桥10座，11332.44延长米；大桥11座，3128.33延长米；中桥4座，391.54延长米；隧道13座，26880延长米，桥梁隧道长度占新建线路长度的56.36%。全线占地2959.92亩。牵引质量近期2000 吨，远期4000吨。到发线有效长度880 米。
新建线路自溪田线K69+800起，在孔堡村南侧设铁刹山站(客运)，田师府站改为货运站。线路出铁刹山站后与既有溪田线并行，跨越田师府镇后向东南方向穿越大东沟，在大胡家堡子南侧CK8+700处设田师府东站。线路自田师府东站引出后继续向东南方向前行，先后穿越南沟1、2号隧道，在谢家崴子以田师府特大桥跨越太子河，后穿老獾顶并四跨太子河后在CK27+050设大阳站。线路出大阳站后过大川村、小东沟村，在小东沟村东侧进入摩天岭隧道穿越老秃顶子山南支的摩天岭(海拔1205m)，在CK38+900进入桓仁县境内，与大雅河交错前行，经过大龙爪沟、大板凳子沟、马鹿泡村、柞木台子村至八里甸子镇，在CK55+850设八里甸子站(本线到发运量最大的车站)。出八里甸子站后经过包家堡子、韭菜园子，穿烟筒山隧道后过秀里村，穿大前石岭隧道后接引至通灌铁路预留的花博山站。
中国铁建十八局集团承建的田桓铁路新建花博山站2018年4月26日16时按时完成开通。 

### 桥梁
- 田师府特大桥，中铁九局承建。
- 西河沿大雅特大桥，正线长670.12m，20×32m简支T梁。位于－6‰的坡道及直线、R=1200m曲线上，第20孔梁跨越柞大线公路，19号墩位于大雅河河道正中间。2014年4月开始动工。

### 隧道
- 田师府隧道470m，2017年4月28日贯通
- 大东沟隧道2540m：由中铁上海局北方公司承建，其中Ⅳ、Ⅴ级围岩占比87%，一次穿越省道，多次穿越断层带，围岩裂隙发育，围岩等级变化较快，且是全线唯一一条低瓦斯隧道，隧道找平层需要浇筑混凝土4500立方米，整体道床需浇筑混凝土3000立方米。
- 南沟一号隧道880m
- 南沟二号隧道898
- 老獾顶隧道5590：中铁九局七公司承建，位于直线上，纵坡8.0‰，最大埋深398m。
- 东山隧道1015
- 水栅栏隧道405
- 小腰岭隧道268
- 摩天岭隧道，全长8620米，中铁建十八局四处施工，2017年3月24日贯通。位于本溪县和桓仁县交界处，最大埋深为698米，最浅埋深仅6米。
- 西大山隧道，位于本溪市八里甸子镇八里甸子村西侧约1000m。全长655米，位于直线线路，最大埋深85m，纵坡-10.3‰，
- 黄泥岗隧道位于本溪市八里甸子镇八里甸子村东侧约600m山上。全长450m，位于直线线路，纵坡-3.0‰，最大埋深85m。中铁建十八局集团四公司2015年5月开工建设，9月12日晚上11时15分贯通。
- 烟筒山隧道2220
- 秀里隧道985
- 三道河隧道，全长327米，2014年6月贯通
- 大石前岭隧道：2460米，中铁建十八局二公司施工，2017年9月贯通。整个山体被冰川时期形成活动岩巨型岩堆体覆盖，极易产生坍塌和山体大面积滑坡。

## 历史
1943年，日本开始实施“东边道纵贯铁道计划”，定测、设计田师付——通化间铁路，史称田通铁路，又称北桓线，自本溪至田师府线的北甸站引出，溯太子河东上至新宾平顶山，经金边寺、高碱地、鸭头岭、木盂子，蔡我堡，二户来至桓仁，长119. 14公里。同年4月动工至1945年9月，全线路基工程已完成70%，桥涵工程完成40—50%，隧道工程均已施工，有的隧道已经贯通，后因日本战败投降而停建。

### 计划设站
| 站名   | 接续路线                   | 备注                                         |
| ------ | -------------------------- | -------------------------------------------- |
| 北甸   | 溪田鐵路                   | 由于观音阁水库竣工，该站已停用，现位于水下。 |
| 下夹河 |                            |                                              |
| 于家屯 |                            |                                              |
| 杨木林 |                            |                                              |
| 柳河林 |                            |                                              |
| 平顶山 |                            |                                              |
| 木盂子 |                            |                                              |
| 蔡我堡 |                            |                                              |
| 二户来 |                            |                                              |
| 杨家街 |                            |                                              |
| 桓仁   | 通仁线，安仁线（均未开业） |                                              |

1956年9月铁道部第五设计院曾 沿已动工的线路走向，完成由北甸经桓仁至通化的初测，因基本建设计划变更停止设计。 
1958年5月为配合桓仁水库施工运料需要， 由铁道部第三设计院按原初测资料,对北桓线编制预算及勘测设计。预算总额为3819.5万元。该线由东北铁路工程处担任施工，1958年7月开工，同年12月改由海拉尔铁路工程局施工，至1959年末未达到铺轨程度。1960年8月遭特大洪水侵袭，部分路基、桥涵及路基防护工程被冲毁，水害工程修复共用322, 8万元，但因无轨料未铺轨。至年末 因缩短基建战线停建，交由沿线地方政府代为看管。该线共建隧道4座、1177延长米，大桥5座、544延长米，中、小桥28座、590延长米，涵管190座。北甸至金边寺间因观音阁水库标高未定，暂利用日伪时期已挖通的金边寺1、2号隧道（净高5.4米），兰河大桥采用木便桥。金边寺1、2号隧道在停工时落石、漏水处未及时处理，1号隧道在路基面下深约10米处有溶洞停工时未做处理。停工时全线 共使用投资1630。5万元。至1995年末该线未复工。
田桓铁路起终点与北桓线基本一致，但线路走向并无重叠。田桓铁路是中国铁道部与辽宁省政府于2009年4月21日签署的《关于加快推进辽宁铁路建设的会议纪要》中所列项目之一，于2010年5月由沈阳铁路局勘察设计院负责设计，项目总投资28.1152亿元，工期42个月，于2013年4月21日动工，2018年12月28日10时正式开通运营，2019年4月9日开通客运。桓仁境内投资15.46亿元，长35公里。